# Günther von Henneberg
Günther von Henneberg († 16. August 1161) war Bischof von Speyer von 1146 bis zu seinem Tod.

## Herkunft
Günther stammte aus dem Geschlecht derer von Henneberg. Er war ein jüngerer Sohn des Burggrafen Godebold II. von Würzburg, ein Bruder des Grafen Poppo II. von Henneberg und des Würzburger Bischofs Gebhard.
Ähnlich seinem Bruder Gebhard, dem engen Verbündeten Friedrich Barbarossas, war auch Günther ein loyaler Gefolgsmann der Staufer.

## Gründung des Klosters Maulbronn

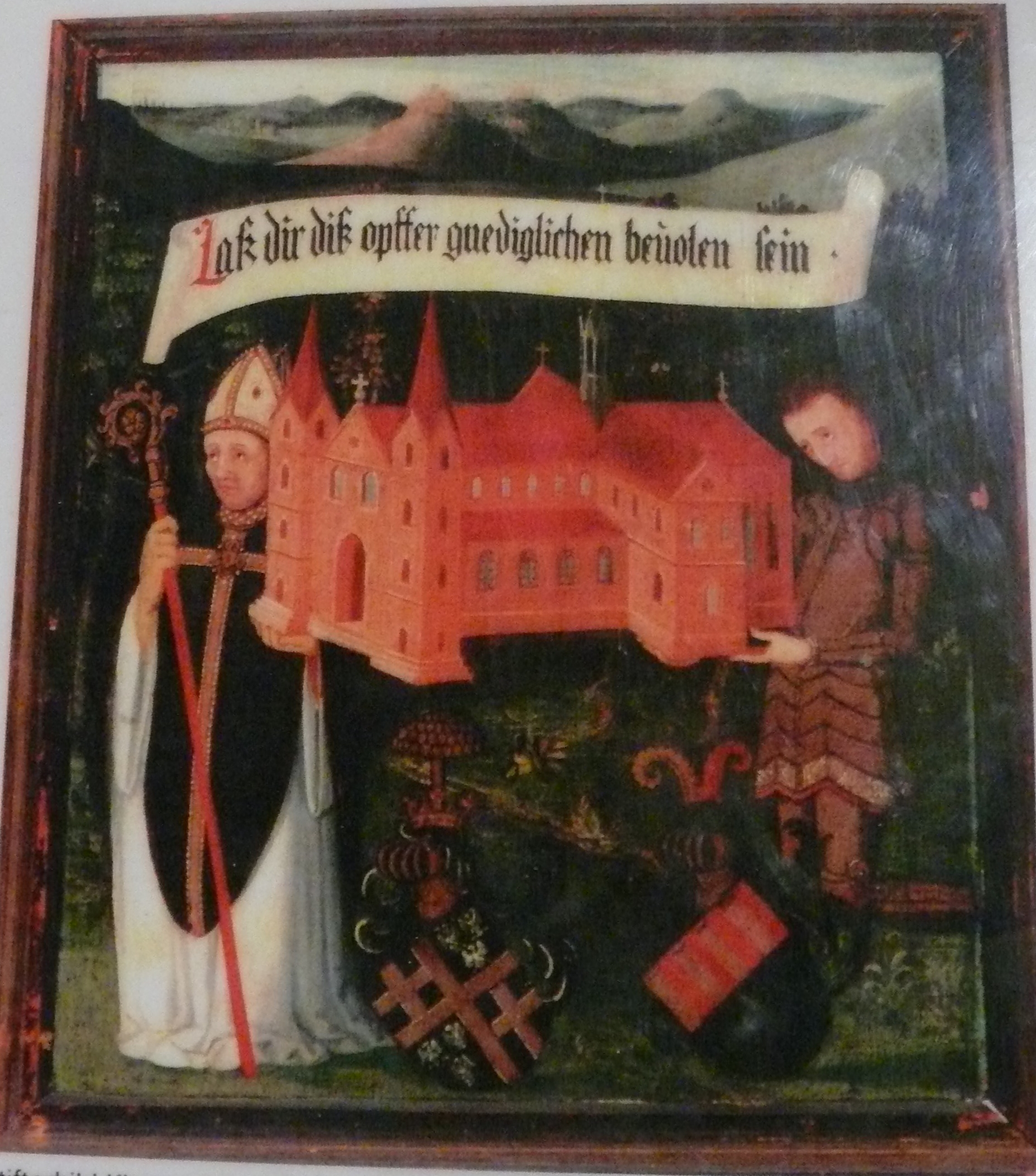
Stiftertafel, rechter Innenflügel. Bischof Günther von Henneberg und Walter von Lomersheim bringen der Mutter Gottes ihre Stiftung dar.

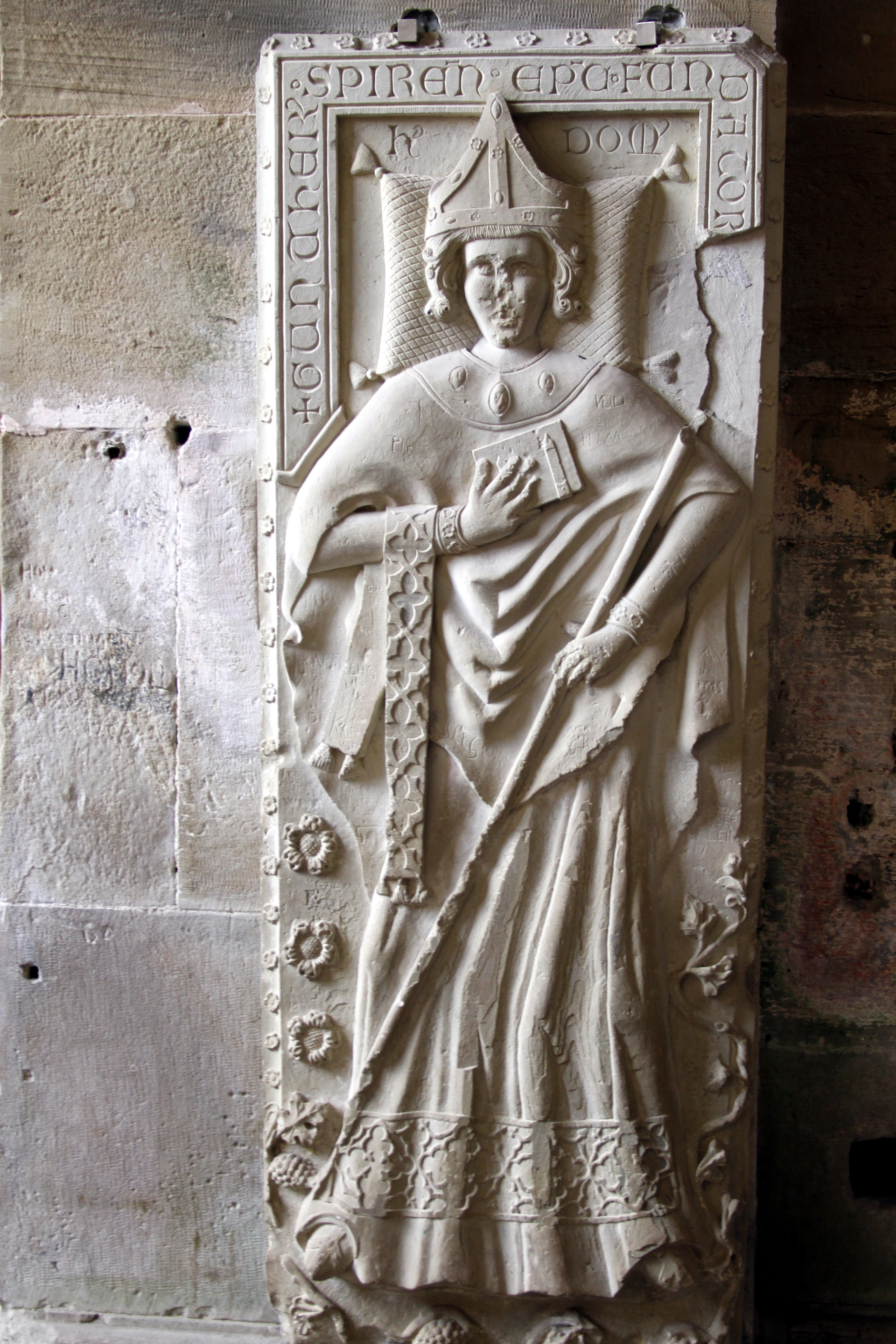
Grabplatte des Bischofs im Kloster Maulbronn

Auf Günther von Henneberg geht jedoch vor allem das Kloster Maulbronn zurück. Unter anderem dank der Arbeit Bernhard von Clairvaux’ hatte der Zisterzienserorden auch im heutigen Deutschland großen Zulauf erhalten. In Südwestdeutschland stiftete der Edelfreie Walter von Lomersheim sein Erbgut Eckenweiher zwischen Mühlacker und Lienzingen zur Gründung eines Zisterzienserklosters, in das er selbst als Laienbruder einzutreten gedachte.
Mit der Neugründung dieses Klosters wurde Abt Dieter von der Primarabtei Morimond betraut, der am 24. März 1138 eintraf. Der Standort der Stiftung scheint jedoch für die Klostergründung nicht vorteilhaft gewesen sein. Vermutlich war Wassermangel einer der Gründe für die bald erfolgte Verlegung.
1146 nahm sich der zuständige und neue Bischof Günther von Speyer persönlich des Klosters an. Er erklärte ebenfalls den Ort für ungeeignet und schenkte dem Kloster das Bischofslehen zu Mulenbrunnen in einem abgeschiedenen Waldtal. Die Verlegung geschah vermutlich im Sommer des Jahres 1147. An ihrem neuen Standort entwickelte sich das Kloster schnell zu einem wirtschaftlichen, gesellschaftlichen und politischen Zentrum im nördlichen Schwarzwald.

## Wappen
Das fürstbischöfliche Wappen ist üblicherweise geviert. Die Felder des Wappenschildes führen im Wechsel das Familienwappen der von Henneberg und das Wappen des Bistums Speyer, ein silbernes Kreuz auf blauem Grund. Das redende Familienwappen der Grafen von Henneberg zeigt eine Henne auf Gold.